# يو إف سي 268
يو إف سي 268: عثمان مقابل كوفينغتون 2 (بالإنجليزية: UFC 268: Usman vs. Covington 2)‏ كان حدث لفنون القتال المختلطة نظمته بطولة القتال النهائي، أُقيم في 6 نوفمبر 2021 في ماديسون سكوير جاردن في مدينة نيويورك، الولايات المتحدة.

## بطاقة القتال
1. ↑  على لقب بطولة وزن الوسط لليو إف سي.
2. ↑  على بطولة يو أف سي للسيدات في وزن القشة.

## الجوائز الإضافية
حصل المقاتلون على مكافآت بقيمة 50،000 دولار.
- قتال الليل: جاستن غيثي ضد مايكل تشاندلر.
- أداء الليل: مارلون فيرا وأليكس بيريرا وبوبي غرين وكريس بارنيت.

## النزالات المعلن عنها
- نزال في وزن الديك للسيدات: إيرين ألدانا ضد تُحدد لاحقًا.[9]